# НИИ радиоприборостроения
Ордена Трудового Красного Знамени НИИ радиоприборостроения (ОАО НИИРП) — российский институт, расположенный в городе Москве. Разрабатывает системы связи, средства экологического мониторинга, системы управления сложными объектами.
НИИРП находится в ведомственной принадлежности Российского агентства по системам управления.
С 2004 года по настоящее время С. А. Подлепа занимает должность генерального конструктора ОАО «НИИРП», сменивший на этом посту Б. П. Виноградова.

## История
Создан постановлением Совета Министров СССР от 30 декабря 1961 года № 1181—511.
Предприятие выделилось из одного из подразделений КБ-1 (ныне — НПО «Алмаз»).
Головной институт по разработке и созданию средств и систем ПРО, систем серии А — А-35, А-135. За разработку этих систем в 1966 году некоторым ведущим специалистам НИИРП присуждена Ленинская премия, а в 1977 и в 1997 годах — Государственная премия Российской Федерации.
ОАО «НИИРП» с 30 ноября 2009 года по решению Совета директоров Концерна начало процесс реорганизации и присоединения к ГСКБ «Алмаз-Антей». В декабре 2010 года процесс реорганизации завершился, и НИИРП стал входить в состав ОАО «ГСКБ „Алмаз-Антей“» в качестве научно-технического центра.